# Josep Renau i Berenguer

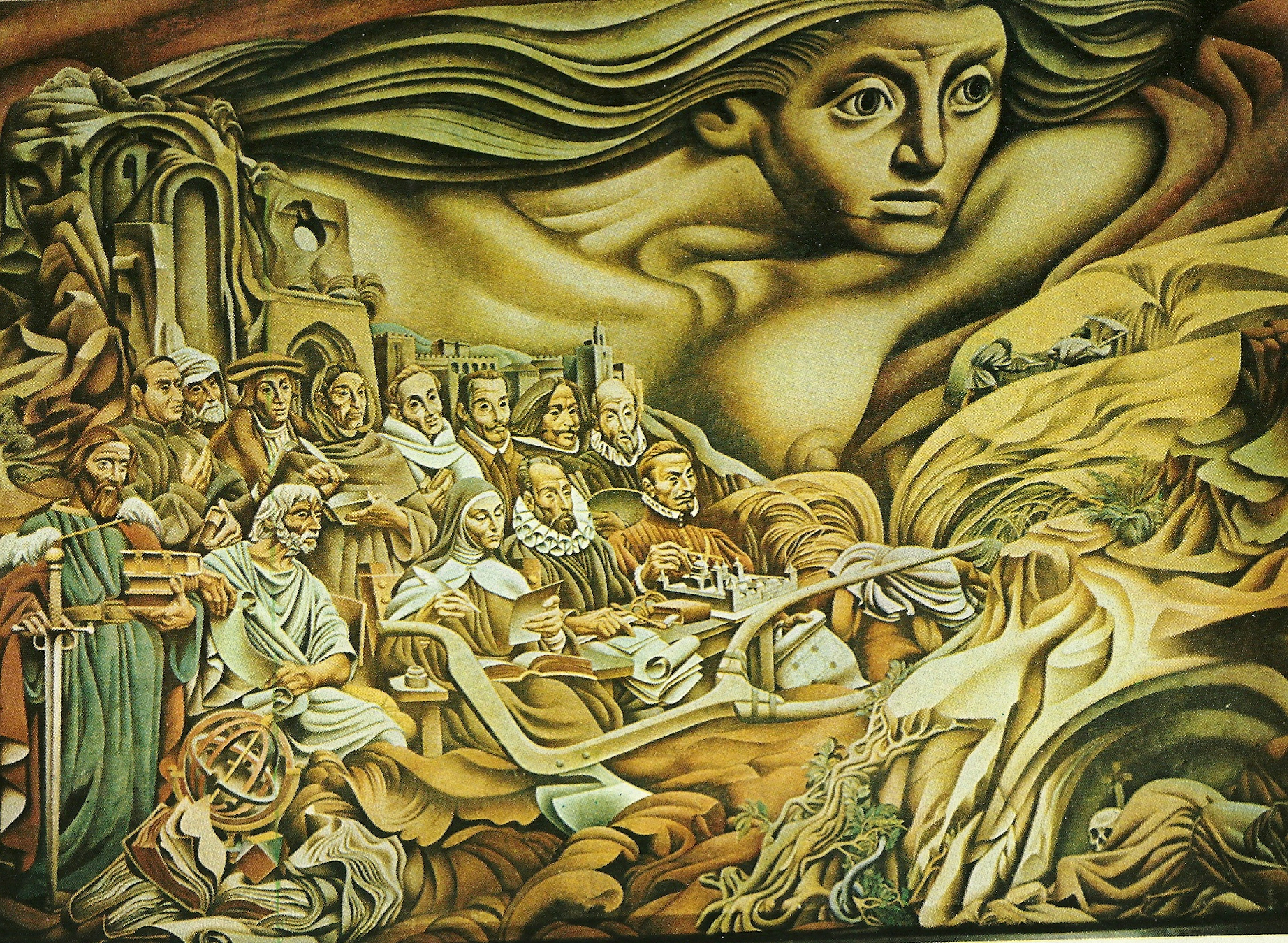
Fragment del mural «La Hispanidad» al Casino de la Selva, Cuernavaca, Mèxic

Josep Renau i Berenguer (València, 17 de maig de 1907 - Berlín, 11 d'octubre de 1982), va ser un pintor, cartellista polític, fotomuntador, publicitari i professor valencià. És considerat el cartellista més important de la Guerra Civil espanyola.
Va nàixer el 17 de maig de 1907 al Carrer de les Comèdies, en la cantonada amb el Carrer de la Pau de la ciutat de València. Entre 1919 i 1925 va estudiar Belles Arts a València. Va guanyar el seu primer concurs de cartells amb 18 anys. Va treballar també com a fotògraf i muralista i els seus cartells cinematogràfics eren apreciats en tot el món. Militant del Partit Comunista d'Espanya des de 1931 i fundador de la Unió d'Escriptors i Artistes Proletaris (1932), la seua celebritat es consolida amb els cartells editats per a donar suport a la República durant la Guerra Civil espanyola, tot i que també atenia encàrrecs comercials, com la realització d'un mural al palau de Santàngel, localitzat al Carrer Cavallers de València o il·lustracions a diferents editorials. Va ser professor de belles arts en la Universitat de València, sent un dels seus alumnes Rafael Raga. El 1935 va impulsar la publicació de la revista cultural "Nueva Cultura".
L'any 1936 va ser nomenat director general de Belles Arts, sent qui va encarregar a Picasso la realització del Guernica l'any 1937 per a l'Exposició Internacional d'Arts i Tècniques de París i qui va decidir el trasllat a les Torres de Serrans de València part de l'obra del Museu del Prado per salvar-la dels bombardejos de Madrid organitzant amb posterioritat el seu trasllat a Suïssa. Va ocupar el càrrec fins al final de la contesa el 1939. En acabar la guerra, passa a França i és internat com a refugiat al Camp d'Argelers. Aconsegueix un visat per a Mèxic al maig de 1939, on treballarà per a revistes espanyoles en l'exili i on col·laborarà amb David Alfaro Siqueiros. D'aquest període daten els murals del Casino de Cuernavaca. Durant el seu exili a França i Mèxic fou vigilat pels serveis d'intel·ligència americans.
L'any 1958 deixà Mèxic per a instal·lar-se a Berlín Oriental (República Democràtica Alemanya). Ací va realitzar murals i fotomuntatges (Fata Morgana USA 1967, L'ús pacífic de l'energia atòmica (1970) i The american Way of life 1977). Beneficiat per l'amnistia general de 1976, va tornar a Espanya, però només ocasionalment. Va morir l'11 d'octubre de 1982 a Berlín Oriental, a l'edat de 75 anys.

## Llegat
Els seus fons van ser llegats a l'Institut Valencià d'Art Modern (IVAM). El 2019 es va celebrar una exposició commemorativa al Born Centre de Cultura i Memòria de Barcelona, amb una selecció de més de 100 peces, la majoria cedides per l'IVAM, i també procedents de la col·lecció privada Ibán Ramón, del CRAI – Biblioteca del Pavelló de la República, de la Biblioteca Valenciana, de l'Arxiu José Huguet i del Centro Documental de la Memoria Histórica de Salamanca.

## Galeria

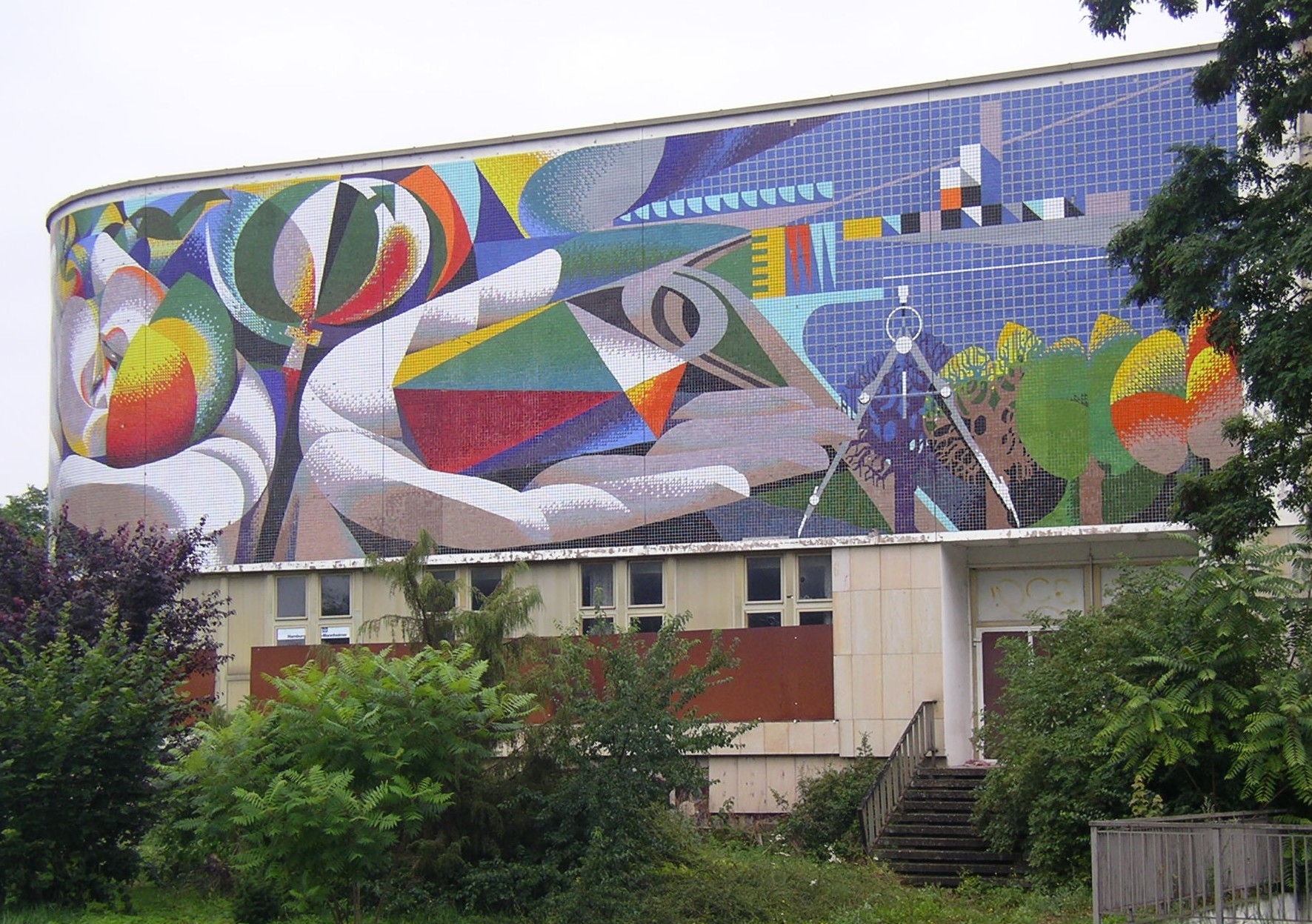
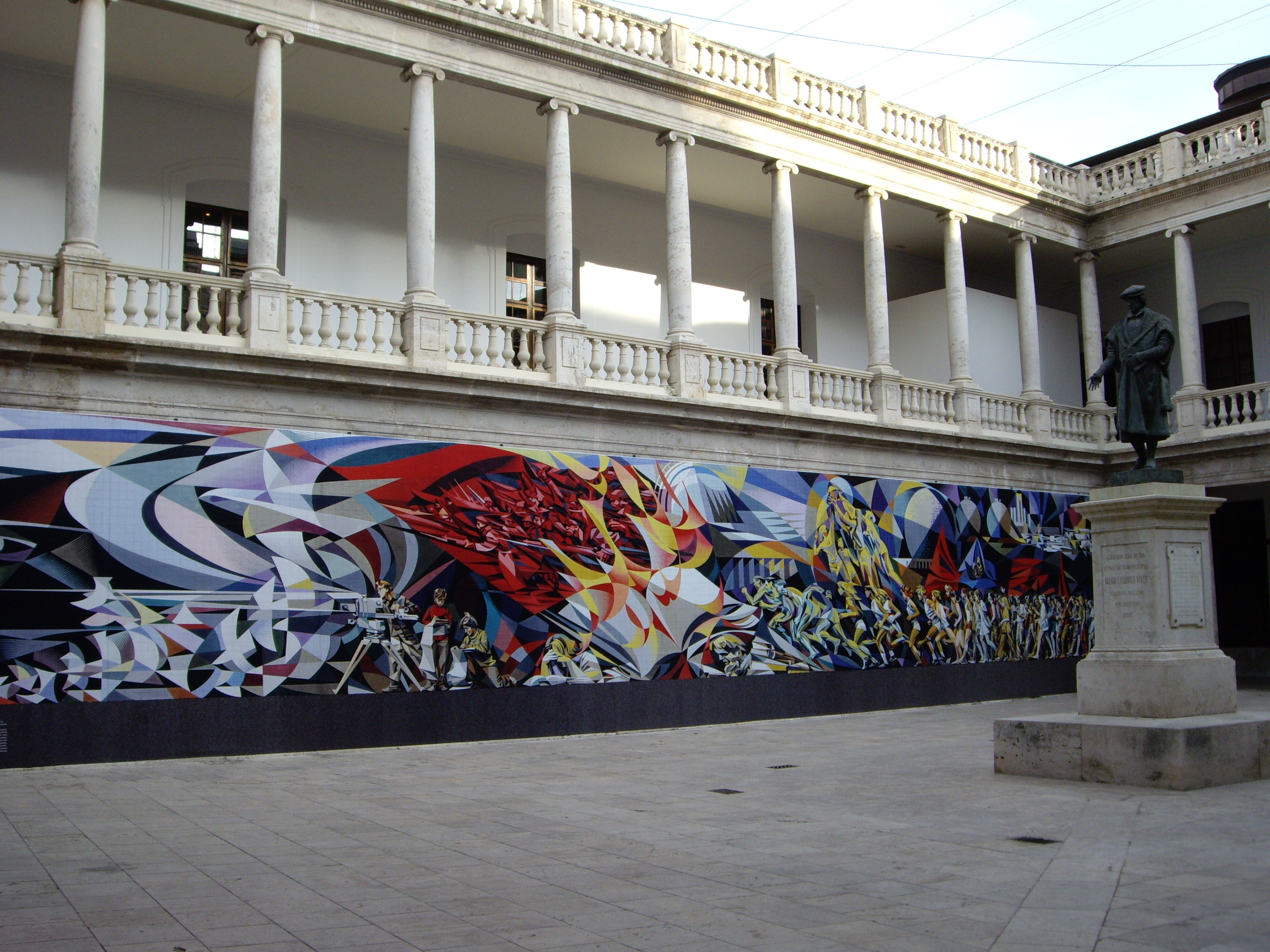
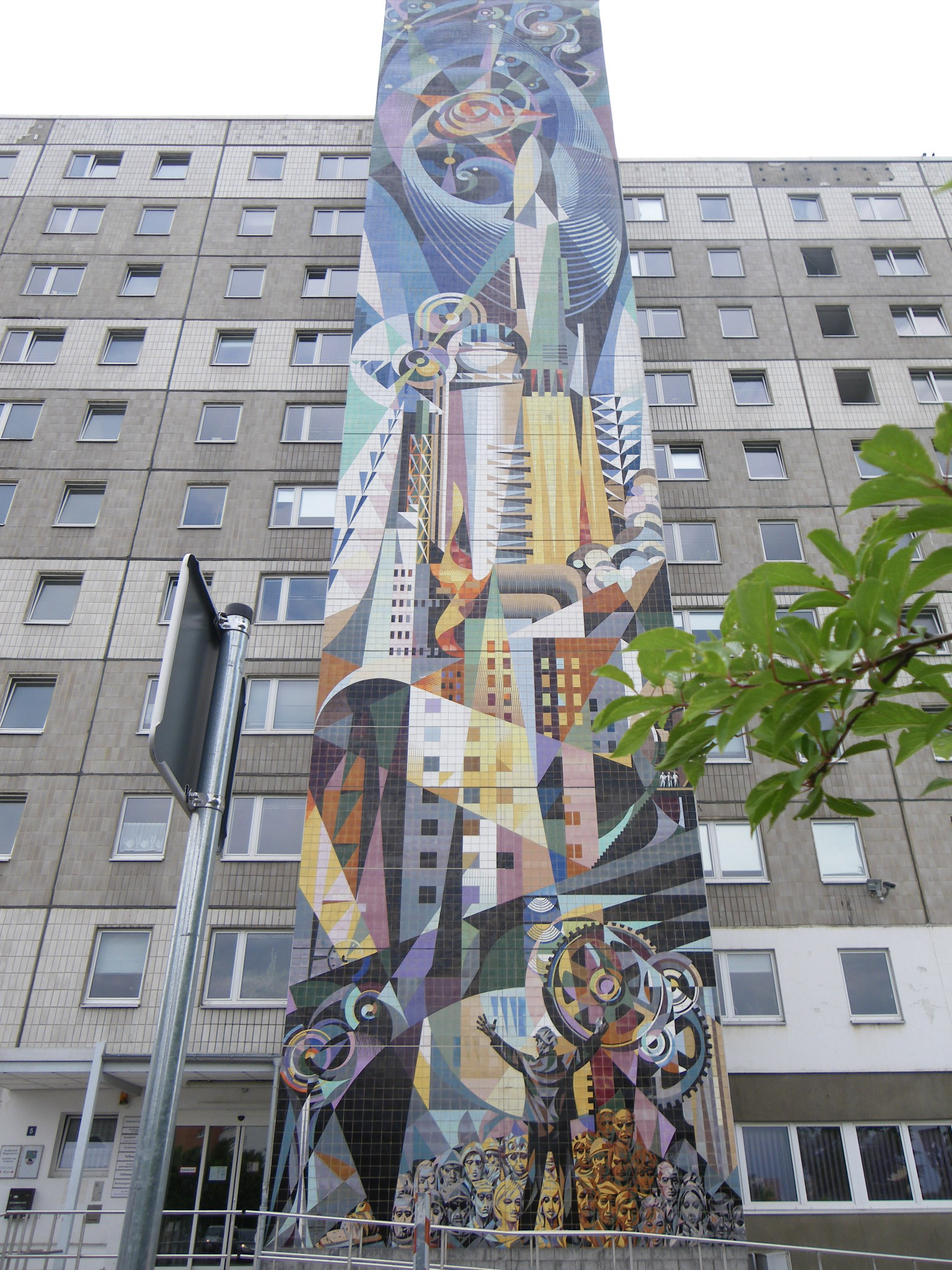
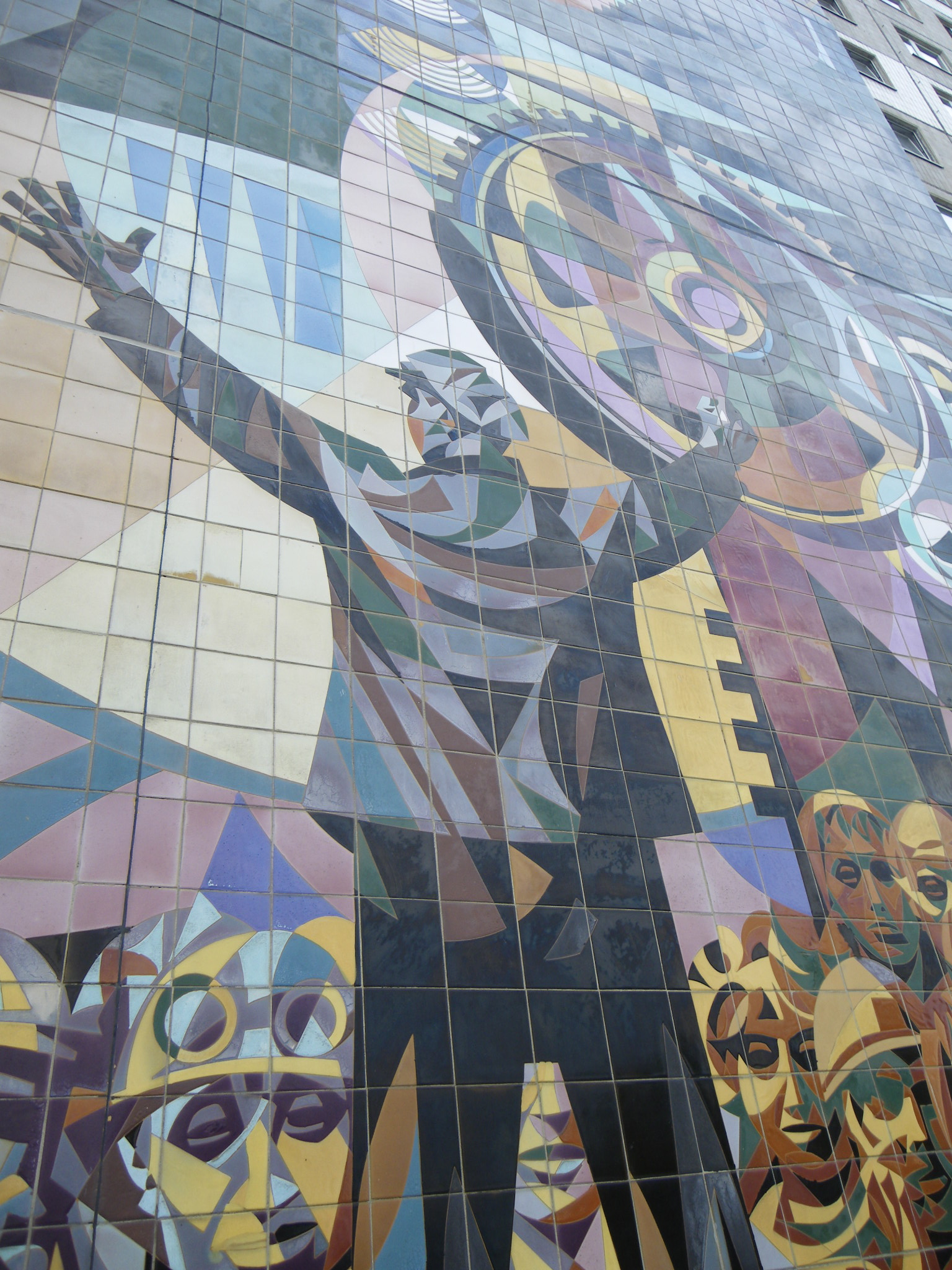
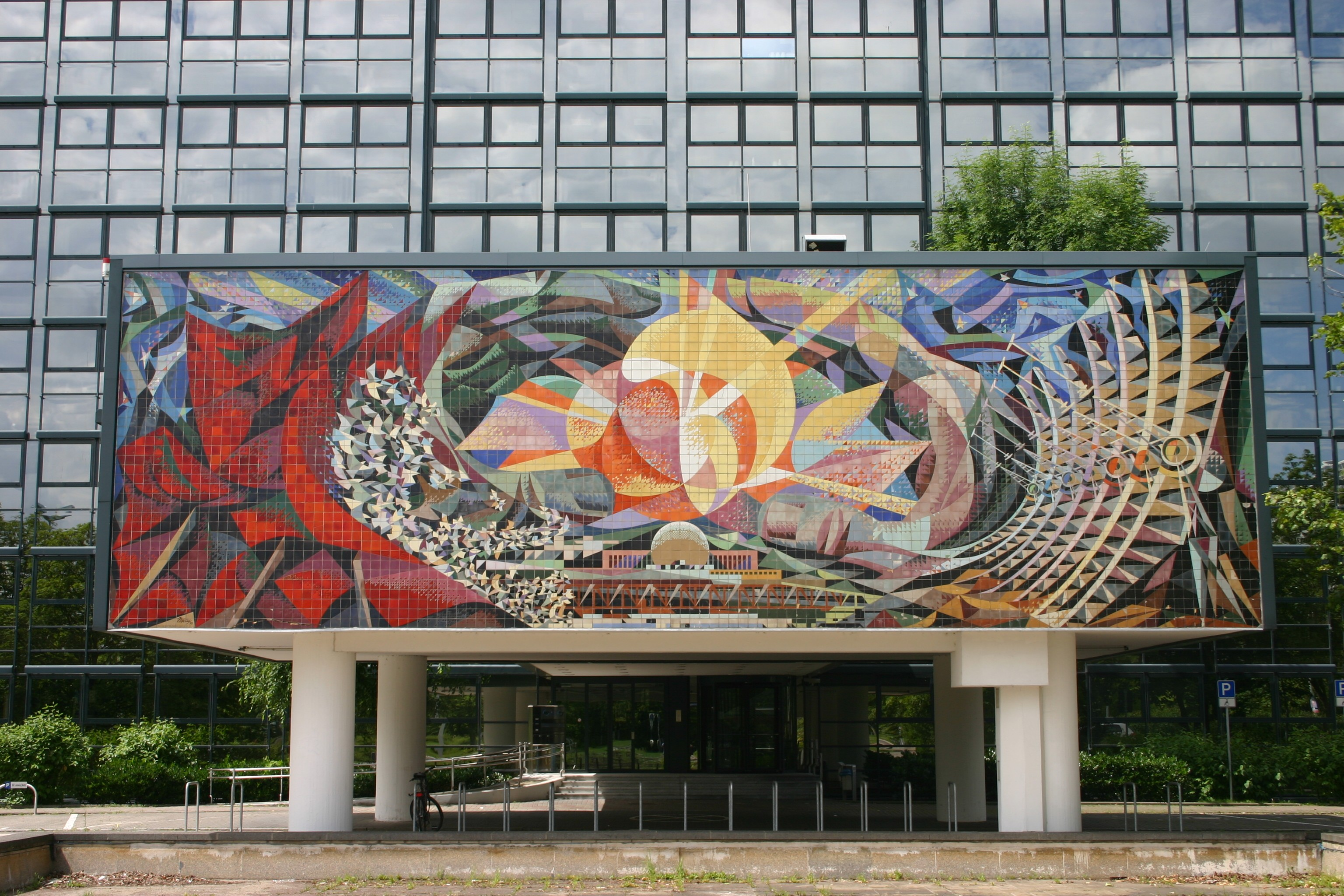

## Obres amb article
- El comisario, nervio de nuestro ejército popular
- L'ús pacífic de l'energia atòmica
- La electrificación total de México acabará con la miseria del pueblo
- Las Arenas. Balneario. Piscina luminosa
- Retrato de la Burguesía
- Tropic
- El futuro hombre del comunismo

## Obra publicada de Renau
- Arte contra las élites. Editorial DEBAT, 2002. ISBN 84-8306-996-2.
- Arte en peligro Ajuntament de València, 1980. ISBN 84-7366-113-3.
- The American Way of life: fotomontajes 1952-1966. Gustavo Gili, D.L. 1977. ISBN 84-252-0658-8.